# Matt Cunneen
Matt Cunneen (Paesi Bassi, 17 aprile 1984) è un ex calciatore olandese, di ruolo difensore.

## Carriera
Ha giocato alcune partite nella OFC Champions League.

## Palmarès

### Club

#### Competizioni nazionali
- Campionato neozelandese: 3

Waitakere United: 2007-2008, 2011-2012, 2012-2013
- Lotto Sport Italia NRFL Premier: 1

Bay Olimpic: 2012
- ASB Charity Cup: 1

Waitakere United: 2012

#### Competizioni internazionali
- OFC Champions League: 2

Waitakere United: 2007, 2007-2008